# ليوبولدو بولاك
ليوبولدو بولاك (بالألمانية: Leopoldo Pollack)‏ هو مهندس معماري نمساوي، ولد في 1751 في فيينا في النمسا، وتوفي في 13 مارس 1806 في ميلانو في إيطاليا.